# Nash Range
Nash Range är en bergskedja i Antarktis. Den ligger i den norra delen av kontinenten. Nya Zeeland gör anspråk på området.